# Constantinianum

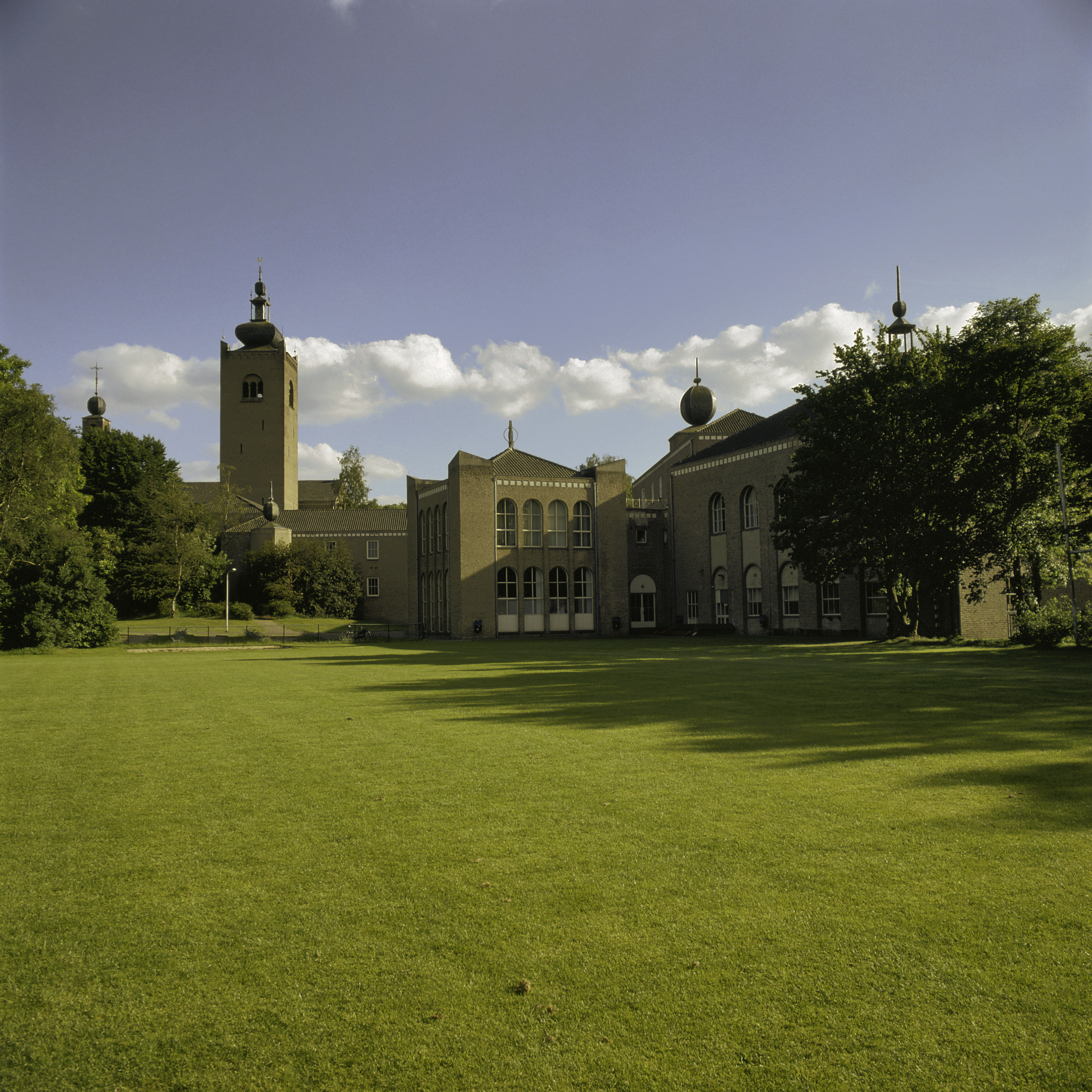
Constantinianum von Norden

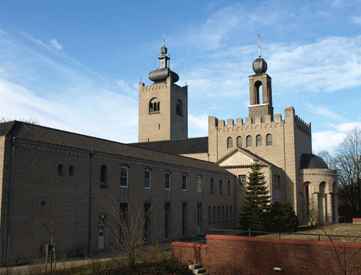
Constantinianum von Süden

Das Constantinianum ist ein Schulkomplex in einem ehemaligen Kloster im niederländischen Amersfoort. Ein Teil der Anlage wurde bis 1999 als Klooster Sint-Helena des Orden vom Heiligen Kreuz genutzt. Er befindet sich an der Straße Daam Fockemalaan 10–12 und besitzt den Status eines Rijksmonument.
Ursprünglich umfasste der Komplex das Kloster, die Klosterkirche und das Schulgebäude mit Gymnasium und der Hogereburgerschool Constantinianum, das 1968 nach der Verschmelzung mit der nahe gelegenen Mädchenschule (sieh Monoedukation) Onze Lieve Vrouwe ter Eem zum Het Nieuwe Eemland (auch Eemlandcollege) fusionierte.

## Geschichte
Dieser Orden des Heiligen Kreuzes hatte seit 1638 seinen Sitz in Uden im nördlichen Brabant. Der Orden war bestrebt, auch an anderen Orten katholische Bildung anzubieten. So hatten sie auch eine Schule in Bussum. Gleich nach dem Krieg, im Jahr 1946, nahmen die Kreuzherren die Lehrtätigkeit auch in Amersfoort auf. In dieser Stadt gab es noch kein katholisches Gymnasium und so ersparte die Ansiedlung vielen Schülern den täglichen Weg nach Bussum und zurück. Das Constantinianum wurde 1952 unter vom Architekten Jos Schijvens entworfen und auf der „grünen Wiese“ westlich von Amersfoort gebaut. Erweiterungen fanden 1953 (gymnasialer Teil) und 1957 (Hogereburgerschool) statt. Der weitläufige Komplex weist die Merkmale der Bossche School und des Basilikastils auf. Das Kloster wurde in quadratischer Form errichtet, mit der 1956 eingeweihten Kirche an der Südseite.
Die Gebäudegruppe enthält mehrere Kunstwerke: Wim Harzing schuf die Skulptur Sportgroep und den Giebelstein, der Kaiser Konstantin der Große mit seiner Mutter Helena darstellt. Der dem Komplex namengebende Konstantin wurde auch in einem Bleiglasfenster (von Victor van Mil) verewigt.
Am 14. Mai 1985 waren der Vorplatz und die angrenzende Wiese Schauplatz einer Begegnung zwischen Papst Johannes Paul II. und niederländischen Jugendlichen im Rahmen seines Besuchs in den Niederlanden (letzter Tag).
Das Kloster wurde 1996 aufgelöst und die letzten Kreuzherren verließen das Haus 1999. Im Jahr darauf wurde das Klostergebäude an ein lokales ROC verkauft, das darin das Leerhotel Het Klooster eingerichtet hat. Nach finanziellen Problemen wurde das Lehrhotel in eine MBO-Einrichtung überführt.
Im Jahr 2007 wurde der Komplex in die „Top 100 Nederlandse Monumenten 1940–1958“ aufgenommen; 2010 folgte die Einstufung als Rijksmonument unter der Nummer 530855.

## Trivia
2015 und 2016 diente das Areal als Drehort für die Außenaufnahmen der niederländischen Comedy-Fernsehserie Rundfunk.